# Claude Lévêque
Pour les articles homonymes, voir Lévêque.
Ne doit pas être confondu avec Claude Lévesque.
 (9 janvier 2020).
Le texte peut changer fréquemment, n’est peut-être pas à jour et peut manquer de recul. 
Le titre et la description de l'acte concerné reposent sur la qualification juridique retenue lors de la rédaction de l'article et peuvent évoluer en même temps que celle-ci.
Claude Lévêque est un artiste plasticien français, né le 27 février 1953 à Nevers (Nièvre), Il vit et travaille entre Montreuil et La Charité-sur-Loire.
Depuis 2019, il est mis en cause dans des affaires de pédophilie.

## Biographie

### Origines, formation et parcours
Claude Lévêque a grandi dans le quartier périurbain du Banlay, une cité ouvrière de Nevers. Ses parents Gilberte et André Lévêque apparaissaient souvent dans ses œuvres jusqu’au jour de leur disparition au début des années 2000. Sa mère, comptable de profession, consacrait son temps libre à la peinture sur le motif. Son père occupait un poste dans l’usine Alfa Laval de Nevers.
Claude Lévêque, après un CAP de menuisier, rejoint l'École nationale supérieure d'art de Bourges où il découvre l'art moderne.
À la fin des années 1970, Lévêque s’intéresse au mouvement punk. Au début des années 1980, il déménage de Nevers à Paris où il réalise des vitrines pour les marques Fiorucci et Sacha. Là aussi, une scène créative prolifique, marquée par l’énergie rock et le nihilisme punk, se développe.
En 1979, il commissionne pour la Maison de la Culture de Nevers une exposition d'Art corporel pour laquelle Michel Journiac et Gina Pane, notamment, réalisent des projets spécifiques. Il organise également des festivals de cinéma expérimental consacrés à Andy Warhol, Kenneth Anger, Michael Snow ou Jonas Mekas, ainsi que des concerts. Il réalise aussi des photographies et des films super 8 (Chroniques froides, Malher déchiré, Régis, vacances d’été, Touquet Paris plage).

### Œuvres et carrière
En 1982, Lévêque alors âgé de 29 ans est invité par Claude Postel, un cinéaste expérimental, à participer à une exposition à la Maison des Arts de Créteil, dans la banlieue parisienne. Il réalise Grand Hôtel, une œuvre tridimensionnelle dans laquelle les paramètres de la photographie et de la sculpture sont mêlés. Des corps y apparaissent recouverts d’une texture dorée en référence au premier « blockbuster » de l’histoire du cinéma, Goldfinger. Le critique d’art Michel Nuridsany remarque le dispositif et écrit un article dans le Figaro qui marquera le point de départ de la carrière artistique de Lévêque.
Dès 1982, Claude Lévêque, agence des dispositifs immersifs à partir d’un répertoire de formes et d’effets empruntés à son environnement direct ou au monde du spectacle.
En 2000, l’œuvre Claude présentée dans l'exposition Voilà, à l'ARC/Musée d'art moderne de la ville de Paris, est plongée dans l’obscurité totale d’une pièce recouverte de plaques d’acier dans laquelle retentit un claquement.
En 2000, Lévêque est l’un des 80 artistes de l’exposition Présumé innocent- L'art contemporain et l'enfance organisée au CAPC musée d'art contemporain de Bordeaux aux côtés d'artistes tels que Christian Boltanski, Annette Messager, Nan Goldin, Cindy Sherman, Robert Mapplethorpe ou Louise Bourgeois. Henry-Claude Cousseau, alors directeur du Centre d'art contemporain (CAPC), est mis en examen. Malgré la polémique et les actions en justice aucun procès n'est finalement intenté à l’encontre des commissaires de l’exposition Marie-Laure Bernadac et Stéphanie Moisdon. L’œuvre de Lévêque, Arbeit macht frei, qui associe la figure de Mickey en néon dessiné par un enfant et la réplique à l’identique de l’enseigne des camps de concentration d’Auschwitz n’est pas visée par la polémique. Cette œuvre qui critique l’« entertainement », sera toutefois écartée de l’exposition Il était une fois Disney au Grand Palais en 2007.
Exécuté en 2007 par la manufacture de la Savonnerie, son tapis de laine baptisé Soleil noir, orne le sol du bureau d'Emmanuel Macron à l'Élysée.
Lévêque a également produit de nombreuses œuvres en néon, souvent associées à des objets abandonnés dans des vide-greniers ou dans la forêt. Les premières écritures étaient de la main de sa mère Gilbertedont l’écriture, au fil des ans, devenait de plus en plus tremblante. À la suite de sa disparition, les textes ont été écrits par des adolescents dont l’écriture, également fragile, évoque d'autres états intermédiaires de l’être entre l’enfance et l’âge adulte.
En 2009, Lévêque représente la France à la 52e Biennale de Venise où il présente Le Grand Soir dont le commissaire est Christian Bernard alors directeur du MAMCO à Genève.
En 2010, le dispositif La Rumeur des Bataille présenté dans Lab-Labanque, ancienne Banque de France de Béthune, fait écho au scandale des « subprimes » qui agite les États-Unis depuis 2008 .
Le 14 juillet 2011, il est nommé chevalier de la Légion d'honneur mais refuse la décoration.
Exposée à la Nuit Blanche 2013, son œuvre je suis venu ici pour me cacher, fait référence à Bernadette Soubirous, venue se réfugier à Nevers — où l'artiste est né —, qui fut harcelée après avoir eu une apparition de la vierge Marie.
En 2014 et 2015, il habille avec les œuvres Le plus grand chapiteau du monde I et II l'entrée du Musée du Louvre, la pyramide de Ieoh Ming Pei, les fossés et le donjon du Louvre médiéval usant de néons, un gaz qui est un de ses matériaux privilégiés.
En 2015, il est associé à l’exposition Le Bleu de l’œil au musée Soulages à Rodez.
En 2018, il produit pour l’Opéra Garnier et le 350e anniversaire de l’Opéra Bastille à Paris Les Saturnales, un diadème lumineux à Bastille et deux sculptures dorées à Garnier qui représentent des pneus. Ces derniers font polémique lors de leur installation.
La galerie Kamel Mennour à Paris a accueilli diverses expositions monographiques de l’artiste comme Welcome To Suicide Park en 2008, Basse Tension en 2010, ou encore en 2018 Aube bleu dans laquelle Catherine Deneuve interprète la chanson Mon amie la rose de Françoise Hardy.
Durant l’été 2020, Claude Lévêque montre l’installation La Tendresse des Loups dans l’église Saint-Joseph, au Havre succédant à l’artiste japonaise Chiharu Shiota. L’édifice en béton armé reconstruit en 1952 par Auguste Perret après la Seconde Guerre mondiale est inscrite au patrimoine mondial de l'Unesco et comporte un jeu de vitraux colorés qui reflète la lumière naturelle de la nef. Pour cette architecture imposante, Lévêque a imaginé un dispositif composé de lys blancs qui composent un écran fragmenté qui réceptionnent la lumière colorée. Le titre La Tendresse des Loups est une traduction française d'une chanson du groupe Coil inspiré par un film phare des années 1970, produit par Rainer Werner Fassbinder, qui relate l’histoire d’un tueur en série.

## Enquête pour viols et agression sexuelle sur mineur
En 2019, à la suite d'une plainte déposée par Laurent Faulon, un sculpteur né dans la Nièvre en 1969, aujourd’hui basé à Genève en Suisse, le parquet de Bobigny ouvre une enquête préliminaire à l’encontre de Claude Lévêque pour « viols et agression sexuelles sur mineur de moins de 15 ans » pour des faits survenus dans les années 1980 qui, s’ils étaient avérés, seraient aujourd’hui prescrits.

Claude Lévêque répond à Laurent Faulon, dans un courriel, à la suite du dépôt de sa plainte : 

« Ça me désole qu'on soit parvenu à ce point de non-retour tant de temps après une aventure forte à une certaine époque, inavouable aujourd'hui. Les plaisirs se sont transformés en douleur et tristesse […]. Je m'en veux de n'avoir pas su mesurer ta souffrance souterraine révélée lors de tes confidences et accusations récentes. Mon ego, hors réalités, m'a emporté dans une idéalisation hors sol, vers quelqu'un qui m'a aimé dans la fraîcheur de ses sentiments. Ça me mine aujourd'hui. »

Le plaignant estimant que la justice est trop lente informe les médias du contenu de sa plainte. Le 10 janvier 2021, le journal Le Monde publie un article à ce sujet.
Le 13 janvier, Magali Lesauvage et Michel Deléan annoncent dans un article mis en ligne sur Mediapart avoir enquêté auprès de 80 personnes du monde de l'art et recensé deux témoignages anonymes de Nivernais qui auraient été sous l'emprise de Lévêque dans les années 1980 ainsi qu'une synthèse de la plainte déposée par Faulon. À la suite de l'article du journal Le Monde, de très nombreux médias nationaux et francophones relaient ces mêmes informations.
Divers professionnels du monde de l’art procèdent à une relecture de l’œuvre de Lévêque, à la lumière de ces révélations, comme Emmanuelle Lequeux pour Beaux Arts Magazine. En avril 2025, le journal Libération révèle que certaines œuvres de l'artiste sont composées d'écrits d'enfants qui ont ensuite porté plainte contre lui pour pédocriminalité.
Lionel Bovier, actuel directeur du Mamco, se prononce publiquement pour une censure de l’œuvre affirmant avoir retiré toute mention du travail de l’artiste du site du Mamco et refusant de l’exposer à l’avenir. 

« Quand je vois une sculpture de Carl André, je ne pense pas aussitôt à sa possible responsabilité dans la mort de sa compagne [l’artiste] Ana Mendieta, défenestrée [en 1985]. En revanche, je ne peux plus regarder une œuvre de Lévêque sans y voir un indice de ses crimes présumés. C’est comme une gigantesque enquête à rebours. »

Des journalistes et personnalités du monde de l’art se sont en revanche questionnés sur la censure de l’œuvre : Étienne Dumont pour le magazine suisse Bilan, Carole Talon-Hugon invitée par Marie Sorbier sur France Culture, ou Christian Bernard sur le blog Sitaudis. L'avocat de Claude Lévêque publie un droit de réponse dans divers médias.
Le 23 février 2021, une tribune qui demande l'application de la présomption d'innocence de l'artiste est publiée dans Art Press et signée par divers professionnels du monde de l'art dont Gilles Barbier, Yvon Lambert ou Catherine Millet. À la suite de cette tribune, Stéphane Sauzedde, directeur de l'ESAA (école supérieure d'art d'Annecy) où le plaignant de l'affaire Lévêque se trouve être enseignant, demande un boycott, qui divise le monde des écoles d'art, d'une biennale organisée par Art Press.
En décembre 2021, le conseil de quartier de Bel Air à Montreuil demande l'illumination d'une œuvre de Lévêque éteinte en janvier 2021 par la mairie à la suite des accusations portées contre l'artiste. La mairie annonce que l'installation Modern Dance sera rallumée le 16 mars suivant.
En juin 2023, Le Monde révèle que Claude Lévêque « a été mis en examen le 31 mars pour "viols sur mineur de quinze ans", "viols sur mineur par personne ayant autorité de droit ou de fait sur la victime", "agressions sexuelles sur mineur de quinze ans par personne ayant autorité". » Deux frères ont en effet porté plainte pour des faits non prescrits : pour l'un des agressions sexuelles « entre 1997 et 2000, quand il était âgé de 13 à 16 ans. Le second assure lui avoir subi plusieurs agressions, dont des viols, entre 1989 et 1997. »

## Expositions personnelles
- 1984
  - Galerie Eric Fabre, Paris
- 1986
  - Galerie Philippe Casini, Paris
  - Centre d'art contemporain, APAC, Nevers
- 1987
  - Musée d'art contemporain, Bois-le-Duc
  - Musée Bossuet, Meaux
- 1988
  - Galerie de Paris, Paris
- 1990
  - Parvis 2, Ibos et Parvis 3, Paris
  - Abbaye Saint-André, Centre d'art contemporain de Meymac
- 1991
  - Galerie de Paris, Paris
- 1992
  - Affiches dans l'espace urbain, commande de l'Observatoire, Marseille
  - Traverses, Centre culturel français, Palerme
  - Opération HLM, OPAC, Nevers
- 1994
  - Galerie Hiltrud Jordan, Cologne
  - Appartement occupé, Bourges[38]
  - Galerie de Paris, Paris
- 1995
  - Les images du plaisir, La Piscine, Laval
  - Chambre 321, Le Confort moderne, Poitiers
  - Centre de la gravure contemporaine, Genève
- 1996
  - Les Champions, Galerie de Paris, Paris
  - Galerie du Jour agnès b., Paris
  - I Wanna be your Dog, Atelier Sainte-Anne, Bruxelles
  - Chez Valentin, Paris
  - My Way, ARC/musée d'art moderne de la ville de Paris, Paris
- 1997
  - Kunsthalle Fribourg, Fri Art, Suisse
  - Troubles, Kasseler Kunstverein, Cassel
  - Claude Lévêque, galerie Toxic New Art, Luxembourg
- 1998
  - Game's Over, Galerie du Jour agnès b., Paris
  - FRAC, Nantes
  - The World is the Game, Le Magasin, La Villeneuve (Grenoble)
  - Plus de lumière, Villa Arson, Nice
- 1999
  - Kollaps, Le Consortium, Dijon
  - Stigmata, PS1, New York
  - Oscillations, State Street Bridge Gallery, Chicago
  - Virus Day, Arco 99, Madrid
  - World Cup, Emmetrop, Transpalette, Bourges
- 2000
  - Caos Verde, Café 9, Saint-Étienne
  - Le Droit du plus fort, Agence Stéphane Ackermann, Luxembourg
  - Scarface, Cinéma Les Variétés, FRAC PACA, Marseille
  - Herr monde, Creux de l'enfer, Thiers
  - Haüsler Kunst Projekte, Munich
  - Sentier lumineux, Lieu Unique, Nantes
- 2001
  - ende, galerie Yvon Lambert, Paris
  - Scarface, Chez Valentin, Paris
  - Let's dance, fondation Mirò, Barcelone
  - Le Meilleur des mondes, centre d'art Passerelle, Brest
- 2002
  - d'evian, Arndt & Partner, Berlin
  - Mon combat, La Salle de Bains, Lyon
  - Reconstruire la fenêtre, Rice Gallery, Tokyo
  - Welcome to Pacific Dream, La Galerie, Noisy-le-Sec
  - City Strass, Project Room, musée d'art moderne et contemporain, Strasbourg
  - Double Manège, Contemporary Art Center, Art Tower Mito, Japon
  - Manifesto, Commission, collège d'Architecture, Grenoble
- 2003
  - Albatros, MAMCO, Genève
  - VALSTAR Barbie, 7e biennale de Lyon
  - Boomerang, chapelle du Genêteil, Château-Gontier
  - J'ai rêvé d'un autre monde, Collection Lambert, Avignon
  - Contemporary Art Center, Art Tower Mito, Japon
  - Jacob Burckhardt Haus, Bâle
  - Interface, Triennale Echigo Tsumari, Tokamachi, Japon
- 2004
  - Illuminations, Nuit blanche, gare Montparnasse, boulevard Lefebvre, Paris
  - Northern lights, Station TGV, Lille
  - Kurt Cobain, 8 avril 1994, Nouvelle Galerie, Grenoble
- 2005
  - 1000 PLATEAUX, centre international d'art et du paysage de Vassivière
  - Friandises intérieures, La Suite, Château-Thierry
- 2006
  - Une des neuf œuvres contemporaines qui jalonnent la ligne 3a du tramway d'Île-de-France
  - La Maison des mensonges, musée d'art contemporain de Marseille
  - Le Grand sommeil, MAC/VAL, musée d'Art contemporain du Val-de-Marne, Vitry-sur-Seine[39]
- 2007
  - La Guerre du chocolat, Kültur Büro Barcelona
  - Tous les Soleils, commande publique MultiVision nocturne, usine sidérurgique d'Uckange
  - Le Crépuscule du jaguar, Moulins Albigeois, Albi
- 2008
  - Hymne, ISELP, France-kunstart.be, Bruxelles
  - La Rumeur des Batailles, Lab-Labanque, Béthune
  - Welcome to suicide park, galerie Kamel Mennour, 31 janvier-15 mars, Paris
  - Down the street, FRAC, 13 septembre- 0 novembre, Sotteville-lès-Rouen
- 2009
  - 53e Biennale de Venise, pavillon français, Venise
  - Datapanik, Emmetrop, Bourges
- 2010
  - Wall of death, projet spécifique, immeuble Maison céramique de Charles Vandenhove, Maastricht
  - Siddartha, scénographie Ballet Angelin Preljocaj, Opéra Bastille, Paris
  - Ideal Circus, Verrière Hermès, Bruxellest
  - Les Roses Blanches, James Fuentes LLC, New York. Ende, année croisée France–Russie 2010, musée national d’art contemporain, Moscou
  - Ligne Blanche, Année croisée France–Russie 2010, musée national d’art contemporain, Nijni Novgorod
  - The Diamond Sea, centre régional d’art contemporain Languedoc-Roussillon, Sète
- 2011
  - Basse tension, Kamel Mennour, Paris
- 2012
  - La mort du cygne, Le droit du plus fort, Chant, Dallas Contemporary, Dallas
  - Cathedral of tears, Openairs, Liège
  - Tour Qiz Qalasi, Bakou, Azerbaïdjan
  - L’âge atomique, CCC, Tours
  - Empty Dream, Centre Culturel Krasnoe Znamia, Saint-Pétersbourg
  - Seasons in the abyss, école élémentaire Pierre Budin, quartier de la Goutte d’Or, Paris
  - Le jardin des sémaphores, Kiriyama House, Triennale d'Echigo-Tsumari, Japon
  - Mort en été, grand dortoir de l’abbaye royale de Fontevraud
  - Dame Blanche, Moulin de Scandaillac, Villeréal Monflanquin
  - Abbaye de Maubuisson, Saint-Ouen-l’Aumône
  - Weisswald, Cabaret Voltaire Dada, Zurich
- 2013
  - Agence Mazarine, Paris[40]
- 2014
  - Sous le plus grand chapiteau du monde, musée du Louvre, Paris
- 2015
  - Le Bleu de l’œil, musée Soulages, Rodez
- 2018
  - Saturnales, Opéra Garnier et Opéra Bastille, Paris
- 2020
  - La Tendresse des loups, église Saint-Joseph, Le Havre